# Холис
„Холис“ (на английски: The Hollies) е английска поп рок група, основана в Манчестър през 1962 г.
Тя съществува без прекъсване до днес, като достига най-голяма популярност през 1960-те години. Известна със специфичната си вокална хармония, през този период „Холис“ е сред водещите британски групи.